# 元景隆
元景隆（490年代—540年代），河南郡洛阳县（今河南省洛阳市东）人，魏道武帝拓跋珪的后裔，南梁侍中、太尉，领军师将军、宋襄厉王元法僧之子，北魏宗室，南梁官员。

## 生平
熙平元年（516年），北魏东益州刺史元法僧派遣员景隆抵抗南梁张齐的军队，南梁南安郡太守皇甫谌和宗范出兵对抗，魏军在葭萌大败，北魏十多个城池被梁军屠杀。
孝昌元年（525年）正月庚申（525年2月22日），元法僧杀行台高谅，自称皇帝，改年号天启，册立自己的儿子们为王。北魏发兵讨伐，元法僧派元景仲前往南梁投降。三月己巳（525年5月2日），南梁任命元景隆为衡州刺史，元景仲为广州刺史。
元景隆在南梁封沌阳县公，食邑一千户，外任持节、都督广越交桂等十三州诸军事、平南将军、平越中郎将、广州刺史。中大通三年（531年），元景隆被征召为侍中、安右将军。中大通四年（532年），元景隆出任征北将军、徐州刺史，封彭城王，没能赴任，很快出任侍中、度支尚书。太清初年，元景隆又出任使持节、都督广越交桂等十三州诸军事、征南将军、平越中郎将、广州刺史，行进到雷首，遇到疾病去世，当时虚岁五十八。